# Chingon
Chingon is een Amerikaanse tex-mexband uit Austin.
De muziek van de band is door meerdere stijlen beïnvloed. Die stijlen zijn onder andere mariachi, ranchera and Texaanse rock-'n-roll. De band is vooral bekend van het nummer Malagueña Salerosa uit de film Kill Bill Vol. 2.